# Drosophila dolichotarsis
Drosophila dolichotarsis är en tvåvingeart som beskrevs av Elmo Hardy 1967. Drosophila dolichotarsis ingår i släktet Drosophila och familjen daggflugor.
Artens utbredningsområde är Hawaii.